# Typhocesis adspersa
Typhocesis adspersa là một loài bọ cánh cứng trong họ Cerambycidae.